# Borja Barragué
Borja Barragué Calvo (Donostia, 1981) és un professor, escriptor i investigador basc. És llicenciat en Dret i en Ciències Polítiques i s'ha especialitzat en filosofia del dret. És professor de la UNED i co-director del think tank Future Policy Lab.

## Trajectòria
Ha treballat com a professor de Filosofia del Dret a la Universitat Autònoma de Madrid, i com a investigador de la Facultat d'Economia de la Universitat del País Basc, redactor d'Agenda Pública i com a consultor del Ministeri de Sanitat, Consumidors i Benestar Social.
És autor de nombrosos articles científics i divulgatius sobre polítiques socials i filosofia política analítica. També col·labora amb mitjans de comunicació, com Televisió Espanyola (La hora de La 1).

## Publicacions
- El régimen de garantía de ingresos mínimos en España: una propuesta de revisión (Fundación Alternativas, 2012) ISBN 978-84-92957-95-8
- El impuesto sobre sucesiones como medio para conseguir una mayor igualdad de oportunidades (Fundación Alternativas, 2017) ISBN 978-84-15860-59-4
- Desigualdad e igualitarismo predistributivo (Centro de Estudios Políticos y Constitucionales, 2017) ISBN 978-84-259-1726-4
- Larga vida a la socialdemocracia : cómo evitar que el crecimiento de la desigualdad acabe con la democracia (Editorial Ariel, 2019) ISBN 9788434431010

## Premis i reconeixements
L'any 2020 va guanyar el Premi Euskadi de Literatura, en la categoria d'assaig en castellà per l'obra Larga vida a la socialdemocracia (Editorial Ariel).